# Dorian Awards 2016
La 7ª edizione dei Dorian Awards si è tenuta nel 2016 a Los Angeles. Durante la cerimonia sono state premiate le migliori produzioni cinematografiche e televisive del 2015.
In seguito sono elencate le categorie. Il relativo vincitore è stato indicato in grassetto

## Cinema

### Film dell'anno
- Carol, regia di Todd Haynes
- Brooklyn, regia di John Crowley
- Il caso Spotlight (Spotlight), regia di Tom McCarthy
- La grande scommessa (The Big Short), regia di Adam McKay
- Mad Max: Fury Road, regia di George Miller

### Film a tematica LGBTQ dell'anno
- Carol, regia di Todd Haynes
- The Danish Girl, regia di Tom Hooper
- Freeheld - Amore, giustizia, uguaglianza (Freeheld), regia di Peter Sollett
- Grandma, regia di Paul Weitz
- Tangerine, regia di Sean Baker

### Film "campy" dell'anno
- Magic Mike XXL, regia di Gregory Jacobs
- Cinquanta sfumature di grigio (Fifty Shades of Grey), regia di Sam Taylor-Johnson
- Jupiter - Il destino dell'universo (Jupiter Ascending), regia di Lana e Lilly Wachowski
- Il ragazzo della porta accanto (The Boy Next Door), regia di Rob Cohen
- Stonewall, regia di Roland Emmerich

### Film più sottovalutato dell'anno
- Tangerine, regia di Sean Baker
- Diario di una teenager (The Diary of a Teenage Girl), regia di Marielle Heller
- Ex Machina, regia di Alex Garland
- Grandma, regia di Paul Weitz
- Quel fantastico peggior anno della mia vita (Me and Earl and the Dying Girl), regia di Alfonso Gomez-Rejon

### Film straniero dell'anno
- Il figlio di Saul (Saul fia), regia di László Nemes • Ungheria
- The Assassin (Cìkè Niè Yǐnniáng), regia di Hou Hsiao-hsien • Taiwan
- Mustang, regia di Deniz Gamze Ergüven • Francia
- Il segreto del suo volto (Phoenix), regia di Christian Petzold • Germania
- Viva, regia di Paddy Breathnach • Irlanda

### Film documentario dell'anno
- Amy, regia di Asif Kapadia
- Best of Enemies, regia di Robert Gordon e Morgan Neville
- Going Clear - Scientology e la prigione della fede (Going Clear: Scientology and the Prison of Belief), regia di Alex Gibney
- Making a Murderer, regia di Laura Ricciardi e Moira Demos
- What Happened, Miss Simone?, regia di Liz Garbus

### Film dall'impatto visivo più forte dell'anno
- Mad Max: Fury Road, regia di George Miller
- Carol, regia di Todd Haynes
- The Danish Girl, regia di Tom Hooper
- Revenant - Redivivo (The Revenant), regia di Alejandro González Iñárritu
- Sopravvissuto - The Martian (The Martian), regia di Ridley Scott

### Regista dell'anno
- Todd Haynes – Carol
- Sean Baker – Tangerine
- Alejandro González Iñárritu – Revenant - Redivivo (The Revenant)
- Tom McCarthy – Il caso Spotlight (Spotlight)
- George Miller – Mad Max: Fury Road

### Attore dell'anno
- Leonardo DiCaprio – Revenant - Redivivo (The Revenant)
- Matt Damon – Sopravvissuto - The Martian (The Martian)
- Michael Fassbender – Steve Jobs
- Tom Hardy – Legend
- Eddie Redmayne – The Danish Girl

### Attrice dell'anno
- Cate Blanchett – Carol
- Brie Larson – Room
- Rooney Mara – Carol
- Charlotte Rampling – 45 anni (45 Years)
- Saoirse Ronan – Brooklyn

### Sceneggiatura dell'anno
- Phyllis Nagy – Carol
- Emma Donoghue – Room
- Charles Randolph e Adam McKay – La grande scommessa (The Big Short)
- Josh Singer e Tom McCarthy – Il caso Spotlight (Spotlight)
- Aaron Sorkin – Steve Jobs

## Televisione

### Serie, miniserie o film tv drammatico dell'anno
- Fargo
- The Leftovers - Svaniti nel nulla (The Leftovers)
- Mad Men
- Mr. Robot
- Orange Is the New Black

### Serie, miniserie o film tv commedia dell'anno
- Transparent
- Grace and Frankie
- Master of None
- Unbreakable Kimmy Schmidt
- Veep - Vicepresidente incompetente (Veep)

### Serie, miniserie, film tv o altra trasmissione a tematica LGBTQ dell'anno
- Transparent
- Grace and Frankie
- Looking
- Orange Is the New Black
- Sense8

### Serie, miniserie, film tv o altra trasmissione "campy" dell'anno
- Empire
- American Horror Story: Hotel
- Le regole del delitto perfetto (How to Get Away With Murder)
- Scream Queens
- Sense8

### Serie, miniserie, film tv o altra trasmissione più sottovalutata dell'anno
- Looking
- Broad City
- Crazy Ex-Girlfriend
- Getting On
- UnREAL

### Programma di attualità dell'anno
- Last Week Tonight with John Oliver
- Anderson Cooper 360°
- The Daily Show
- The Rachel Maddow Show
- Real Time with Bill Maher

### Attore televisivo dell'anno
- Jeffrey Tambor – Transparent
- Tituss Burgess – Unbreakable Kimmy Schmidt
- Jon Hamm – Mad Men
- Rami Malek – Mr. Robot
- Justin Theroux – The Leftovers - Svaniti nel nulla (The Leftovers)

### Attrice televisiva dell'anno
- Taraji P. Henson – Empire
- Viola Davis – Le regole del delitto perfetto (How to Get Away With Murder)
- Jane Fonda – Grace and Frankie
- Krysten Ritter – Jessica Jones
- Lily Tomlin – Grace and Frankie

### Performance musicale televisiva dell'anno
- Aretha Franklin con (You Make Me Feel Like) A Natural Woman – 38ª edizione del Premio Kennedy
- Adele con Hello – Adele Live in New York City
- Lady Gaga con un tributo per il 50º anniversario di Tutti insieme appassionatamente (The Sound of Music) – 87ª edizione dei Premi Oscar
- John Legend e Common con Glory – 87ª edizione dei Premi Oscar
- Sydney Lucas e il cast di Fun Home con Ring of Keys – 69ª edizione dei Premi Tony

## Altri premi

### Stella emergente ("We're Wilde About You!" Rising Star Award)
- Alicia Vikander
- Rami Malek
- Kitana Kiki Rodriguez
- Mya Taylor
- Jacob Tremblay

### Spirito selvaggio dell'anno (Wilde Wit of the year Award)
- Amy Schumer
- Billy Eichner
- Rachel Maddow
- Tig Notaro
- John Oliver

### Artista dell'anno (Wilde Artist of the year Award)
- Todd Haynes
- Andrew Haigh
- Lin-Manuel Miranda
- Tig Notaro
- Amy Schumer

### Timeless Award
- Jane Fonda